# Alexandra Ares
Alexandra Ares (n. Grigorescu) este scriitoare, dramaturg, scenarist, critic de teatru și producător TV romano-american, stabilită la New York în 1998.  Și-a început cariera ca realizator de emisiuni de televiziune la TVR în anii 1990  (semnate Alexandra Grigorescu) și a început să scrie romane și piese de teatru care s-au bucurat de succes de critică și de public după ce s-a mutat în SUA, sub pseudonimul Alexandra Ares.
"Alexandra Ares este o scriitoare din noul val al secolului 21 cu trei identități, românești, americane și globale, dar și dramaturg, critic de teatru și romancier. Piesele sale sunt originale, moderne și fiecare foarte diferită ca factură. Dar conțin întrebările, fanteziile și angoasele existențiale ale primei generații feminine libere de comunism și aruncate în lumea dezlănțuită," Andrei  Șerban.
"Gândește cu sufletul și mintea deopotrivă și concepe structuri conflictuale prin raționalitate cu undă poetică. Este deschisă în cuprinderea tuturor contrariilor ce pecetluiesc contemporaneitatea. Alexandra Ares exploră ineditul peisajului uman sub toate determinările stilistice pe care dramaturgia actuală le ofertează pentru a face față unei concurențe viciate de succesul de consum... Complexitatea viziunii sale țintește întotdeauna o esențialitate uitată, " Alexa Visarion.

## Carieră și opere
Absolventă a Facultății de Teatrologie din cadrul UNATC București, Alexandra Ares a început să lucreze din facultate ca redactor și realizator pentru Redacția Teatru din TVR (1992-1997), realizând zeci de emisiuni Gong, Scena și Maeștrii Teatrului Romanesc, printre care: Profil Victor Rebengiuc la 60 de ani (1993), O anumită stare de spirit cu Alexandru Darie (1995), Avignon (1995), Amintiri din viitor (1997) și  docudrama Danaidele la New York cu George Ivașcu (1997). În 1998 a emigrat in Statele Unite, la New York, și a lucrat ca și corespondentul TVR și apoi la CBS News și diverse case de producție și sindicate de știri americane (1999-2005), apoi pentru Adunarea Generala a ONU (2005) si UNDP (2006). In prezent își împarte timpul intre Manhattan si București și  este o autoare bilingvă. Ares, membru al Pen Center USA si a Uniunii Scriitorilor din Romania, a fost fondatoarea magazinului literar Manhattan Chronicles și este vice-președinta Fundației Spirit Românesc care editează revista lunară Rinocerul și editura Ghepardul. Are un doctoral în Teatrul American Contemporan de la Universitatea de Arte Teatrale și Cinematografice I.L. Caragiale din București și un certificat post universitar de politică economică globală și relații internaționale de la London School of Economics
A debutat cu două volume lansate în 2005 la Muzeul Literaturii. Primul, dominant autobiografic, intitulat Exilată în trecut (Editura Cartea Românească) este retrăirea – în forme literare suis generis – a trei perioade din viața autoarei, care par a fi adevărate dar sunt minciună […] Cel de-al doilea volum, intitulat Sam Shepard, Un rebel al rigorii mortale (Editura Aldine) este un portret al vieții și  operei acestui dramaturg, actor, regizor, prozator și muzician american (membru al Academiei de Arte si Litere, din 1986, și  medaliat al acesteia.) Acest volum a fost republicat cu adăugiri după moartea lui Sam Shepard în 2017 (Editura Tracus Arte, 2018) și a câștigat premiul Asociației Scriitorilor din București în 2019.
A publicat până acum trei romane în America, de facturi diferite (de la chick lit la indie), My life on Craigslist, Dream Junkies și The Other Girl, dintre care doua s-au publicat in Romania, sub titlul de Visătoarele (Editura Polirom) și Viața mea pe Net (Editura Polirom), finalist la premiul international Readers Favorite International din Miami la categoria Ficțiune/Umor, un concurs deschis tuturor cărților publicate în limba engleză, iar rezultatele sunt stabilite de bloggeri și cititori, reprezentând un barometru de popularitate.  Viața mea pe Net  este o satiră a felului in care Internetul a pervertit modul de relaționare a oamenilor, oferind o oglinda acida a moravurilor de ultima ora a tinerilor americani în cursa  pentru supraviețuire și pentru a avea un partener. Este a doua nominalizare la un premiu american pentru My life on Craigslist, după ce in 2011 prima ediție a romanului a fost nominalizata la cea mai buna carte a anului, Best Books Award 2011, pentru Women Fiction oferit de organizația US Book News din Los Angeles. The Other Girl a câștigat premiul Next Generation Indie Awards pentru cea mai bună nuvelă și Dream Junkies a fost finalist la BOTYA Awards oferite de Forward Review din Chicago.
Piesa ei de teatru Waking Beauty s-a montat la Teatrul Național Radiofonic sub numele Frumoasa adormită și trezită în regia lui Diana Mihailopol cu premiera pe 6 noiembrie 2019. În distribuție: Rodica Mandache, Nicoleta Lefter, Marius Bodochi, Dan Aștilean, Ionuț Grama, Liviu Lucaci, Angela Ioan, Antonia Neumark, Crenguța Hariton, Cezar Antal, Magda Duțu, Emanuel Varga, Laur Bondarenco. Regia de montaj: Robert Vasiliță. Regia de studio: Milica Creiniceanu. Regia muzicală: Patricia Prundea. Regia tehnică: ing. Mirela Georgescu. Redactor și producător: Domnica Țundrea. Montarea a fost nominalizată la Premiile UNITER 2020 și a câștigat pariul publicului la categoria Teatru Radiofonic, iar Nicoleta Lefter, interpreta rolului principal a câștigat premiul de debut la festivalul internațional de piese radiofonice Grand Prix Nova. Autoarea montează totul pe fundalul unei frumoase povești (La Belle de la bois dormant/ Frumoasa din pădurea adormită) de Charles Perrault pe care o despletește în toate implicațiile sale transformând un basm pentru copii într-o analiză a instabilității sexuale în contradicție cu setea de stabilitate a vieții, și examinează realitatea cu o gândire neconvențională  . Piesa aduce totodată momente semnificative din istoria României, și are ecouri ce par stârnite de tablouri din colecția „estetica urâtului” filigranat sonor și imagistică în „penel arghezian.” Piesa a fost publicată în engleză și turcă și a avut și un spectacol lectură la Institutul Cultural Român cu actorii Daniela Nane și Ionuț Chivu în rolurile principale.

## Spectacole
- O bunică de milioane,  comedie de Alexandra Ares și Dinu Grigorescu. A avut prima avanpremieră pe 20 decembrie 2022 la Teatrul Dramaturgilor din București, regia Teodora Câmpineanu, scenografia Ioana Colceag, cu Maria Radu în rolul titular.
- Magazinul de bărbați,  piesă scurtă/comedie, premieră noiembrie 2022, Teatrul Eugen Ionesco din Slatina.
- O bunică de milioane, 2019, spectacol lectură la Teatrul de Comedie din București, cu Olga Delia Mateescu în rolul titular.
- Memorialul Plăcerii, piesă scurtă, piesă scurtă/dramă, 2019, spectacol lectură la Salonul de Carte Luceafărul din București.
- Frumoasa adormită și trezită, 2019, Teatrul Național Radiofonic, regia Diana Mihailopol, cu Nicoleta Lefter în rolul titular.
- Magazinul de bărbați,  comedie, 2018, Teatru Zamora din Sinaia, cu turneu la Teatrul Dramaturgilor din București, Câmpina, Bușteni și Festivalul Sinaia Forever.
- Frumoasa adormită și trezită, 2014, spectacol lectură la Institutul Cultural Român, București, cu Daniela Nane în rolul titular.

## Viața personală
Alexandra Ares este fiica dramaturgului Dinu Grigorescu și a Despinei Grigorescu, și are un frate mai mare, Darie.  A fost căsătorită cu John Ares, prezentatorul unei emisiuni de muzică alternativă din Manhattan în 1998 în Strawberry Fields din Central Park. A început să scrie în limba engleză din 2005 și de atunci a adoptat pseudonimul literar Alexandra Ares.

## Opera literară

### Romane și proză publicate în România
- Exilată în trecut, Ed. Cartea Românească (2005)
- Visătoarele, Ed. Polirom, (2008)
- Viața mea pe net, Ed. Polirom, (2012)
- Paradisul perfecționat, proză scurtă, Liternet, (2021)[21]

### Romane publicate în SUA
- The Other Girl (2012)[22]
- My Life on Craigslist[23], Midwest Book Review Starred Pick, Publishers Weekly Starred Pick (ediții în 2009, 2010, 2011)
- Dream Junkies[24] (2013).

### Eseuri
- Manhattan Chronicles: New York on the Rocks, ebook, Readers Favorite Starred Pick, (2012).
- Eurostroika și The Iron-y courtain, The Art Crowd Magazin, NYC (2002)

### Teatru, dramaturgie
- Alexandra Ares: Teatru Editura Academiei Române, Colecția Teatru Contemporan, conține 6 piese, dintre care 2 drame, Youthtopia, Frumoasa adormită și trezită, 2 comedii, Weekend la mare,  O bunică de milioane, și 2 piese scurte, Parcul și Memorialul Plăcerii (2022).
- O bunică de milioane - O comedie în două acte de Alexandra Ares și Dinu Grigorescu, Ed. Ghepardul (2018).
- Magazinul de bărbați - Piese scurte, Ed. Ghepardul (2012)
- Uyanan Guzel, traducerea piesei Waking Beauty în limba turcă de Zeynep Nutku, Ed. Mitos Boyut - Tiyatro oyun dizisi 486, Istanbul, Turcia (2010).
- Waking Beauty/Frumoasa adormită și trezită, Ed. Ghepardul, ediție bilingvă (2005)
- Waking Beauty, versiunea engleză, Smart Media New York (2006)

### Teatru, monografie critică
- Sam Shepard, Rebelul rigorii mortale, ediția a 2-a revăzută și adăugită, Editura Tracus Arte (2018)
- Sam Shepard: Un rebel al rigorii mortale, ediția 1-a, Editura Aldine (2005).

### Teatru, cronici
- A publicat și publică cronici dramatice în revistele Rinocerul, Liternet, Neuma, Drama, Teatrul Azi, Metropolis, Revista teatrală radio, TVR, și pentru televioziune, emisiunile Scena și Gong (anii 90).

## Premii și nominalizări
Premiul Ion Luca Caragiale acordat de Academia Română pentru piesa "Undeva, Cândva sau Youthtopia", 2024.
Nominalizare Premiul Uniunii Scriitorilor pentru Cea mai bună carte de teatru, Alexandra Ares: Teatru, 2022.
Premiul Cartea Anului "Dumitru Solomon" acordat de Asociației Scriitorilor din București -Filiala de Dramaturgie pentru monografia critic[ Sam Shepard, Rebelul rigorii mortale, 2018.
Premiul Next Generation Indie Award pentru nuvela The Other Girl, 2012, New York, NY.
Nominalizare la premiul UNITER pentru cel mai bun spectacol radiofonic, Frumoasa adormită și trezită, în regia Dianei Mihailopol, 2019.
Nominalizare la BOTYA Awards pentru romanul Dream Junkies, oferită de Foreword Reviews, Chicago, categoria women fiction.
Nominalizare la premiul Readers Favorite International din Miami pentru romanul My Life on Craigslist, categoria satiră.
Nominalizare la premiul Best Books USA, oferit de US Book News din Los Angeles, categoria satiră.